# Bugs Bunny
Pour les articles homonymes, voir Bunny.
Bugs Bunny (prononcé [bʌɡz ˈbʌni] en anglais) est un personnage américain de dessin animé, créé officiellement en 1940 dans les studios de la société Leon Schlesinger Productions (devenu plus tard Warner Bros. Cartoons). Bugs est un lièvre ou un lapin gris anthropomorphe, connu pour son caractère farceur et surtout pour sa phrase fétiche « Euh... Quoi d'neuf, docteur ? ». C'est le chef de file des personnages des Looney Tunes. Il est classé neuvième personnalité la plus représentée en cinématographie dans le monde, et personnage de cartoon qui est apparu le plus souvent dans les films et dessins animés, notamment durant l'âge d'or de l'animation américaine, dans les courts-métrages des séries Looney Tunes et Merrie Melodies.
Sa popularité l'a conduit à devenir mascotte de la compagnie Warner Bros.
Le premier prototype de Bugs apparut pour la première fois à l'écran dans Porky et le Lapin malin (Porky's Hare Hunt, 1938) de Ben Hardaway et Cal Dalton. Il devint le personnage que nous connaissons aujourd'hui sous la plume de Tex Avery dans Un chasseur sachant chasser (A Wild Hare, 1940), produit par Chuck Jones.
À l'origine, il devait s'appeler Happy Rabbit mais, suivant la suggestion de Mel Blanc, il fut baptisé comme son créateur Ben Hardaway, dont le surnom était Bugs.
Fin 1962, Bugs totalise 159 films. Il gagne même un Oscar pour Les Peureux Chevaliers de la Table ronde (Knighty Knight Bugs, 1958). C'est une figure emblématique de la Warner Bros. Animation ; il figure souvent à côté de son logo. En version française, c'était Guy Piérauld qui prêtait sa voix à Bugs Bunny, avant d'être redoublé complètement par Gérard Surugue.

## Historique

### Première influence

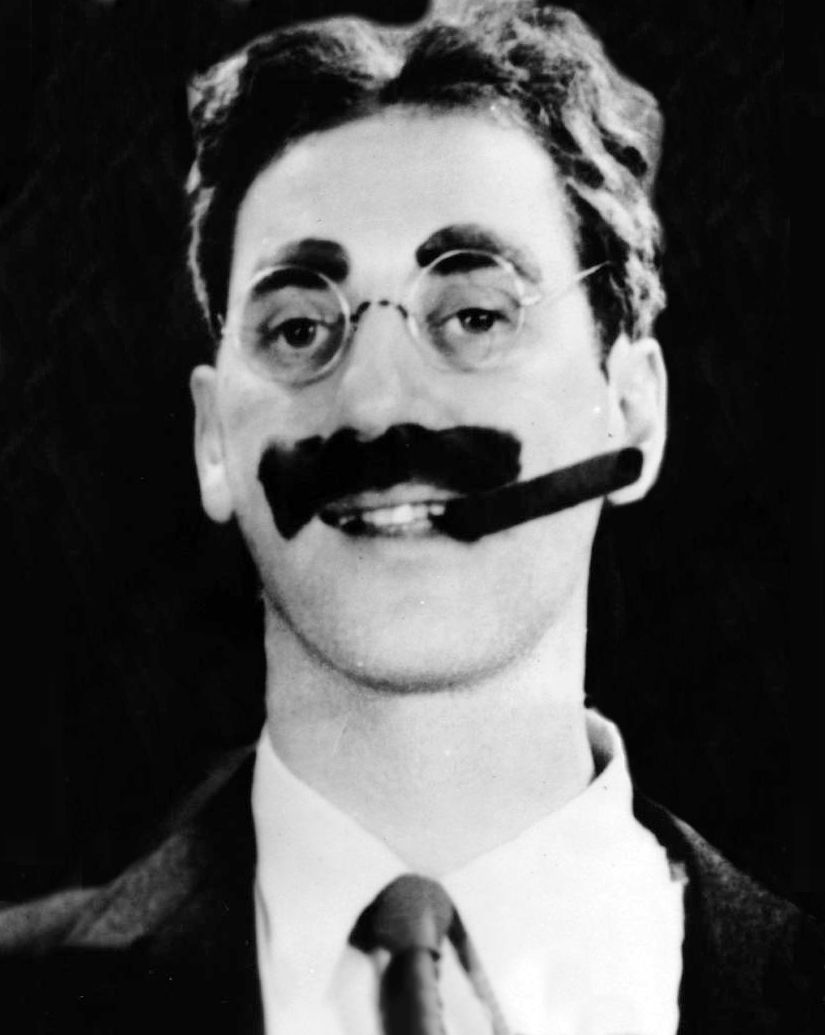
Groucho Marx.

Bugs Bunny est un lièvre ou un lapin anthropomorphe gris qui passe son temps à grignoter des carottes, à creuser la terre et à se jouer de ses ennemis. Son génie tient du fait qu'il arrive toujours à embrouiller son adversaire et à lui échapper même si pour cela il doit déjouer les lois de la nature, car il est le maître de son dessin animé. C'est le côté absurde de Bugs Bunny, comme dessiner une porte dans un mur et puis l'ouvrir, qui le rend inoubliable. Ses ennemis (ou complices) : Elmer Fudd le chasseur, Sam le Pirate, Marvin le Martien, Daffy Duck, Taz le diable de Tasmanie, Cecil la Tortue et occasionnellement, Vil Coyote. Le canari Titi fait quant à lui partie de ses amis.
D'après Tex Avery et Frank Tashlin, cités par Russel Merritt and J. B. Kaufman, l'aspect du personnage de Max Hare créé en 1935 pour Le Lièvre et la Tortue (The Hare and the Tortoise) des studios Disney, a servi de base au personnage de Bugs Bunny.
Sa phrase fétiche est : « Euh, quoi de neuf, docteur ? », et dans la version originale : « Eh, what's up, doc? ». L'expression était en fait employée par une bande de collégiens dont Tex Avery faisait partie, au Texas. Avery déclara qu'« À cette époque, on appelait tout le monde Doc.»
La façon dont Bugs Bunny tient sa carotte fait référence au cigare de Groucho Marx des Marx Brothers. Il a aussi incarné Groucho dans plusieurs cartoons comme Ruse de lapin (Slick Hare) ou Wideo Wabbit.

### Prototypes
Le premier prototype de Bugs Bunny, qui n'a jamais reçu de nom, apparaît dans le cartoon Porky et le Lapin malin (Porky's Hare Hunt), sorti le 30 avril 1938, coréalisé par Cal Dalton et Ben Hardaway ; dans ce cartoon, il est opposé à Porky Pig le chasseur. Porky est face à une proie moins pressée de fuir que de rendre fou son chasseur. Il s'agit du remake de Porky's Duck Hunt réalisé par Tex Avery où Daffy Duck, un petit canard noir, est remplacé par un petit lapin blanc ou gris, qui est loin d'avoir l'aspect bien connu de Bugs, mais qui en a déjà la rouerie espiègle. Le lapin est doté par Mel Blanc d'une voix et d'un rire qui ressemblent à celui de Woody Woodpecker. Ce cartoon cite également la célèbre phrase de Groucho Marx que Bugs Bunny utilise souvent : « Vous réalisez que cela veut dire la guerre ! » (Of course, you know this means war!).
La deuxième apparition de ce prototype de Bugs Bunny se fait dans Mystère et Boules de poils (Prest-O Change-O, 1939), réalisé par Chuck Jones. Dans cet épisode, il est un lapin domestique d'un personnage évoqué mais absent à l'écran, nommé Sham-Fu le Magicien. Deux chiens, fuyant la fourrière locale, entrent dans la maison du magicien qui s'est absenté. Le lapin les harcèle, mais est finalement attrapé par le plus gros des deux chiens.
Le précurseur de Bugs Bunny se produit pour la troisième fois dans le dessin animé de 1939 Drôle de chasse (Hare-um Scare-um), dirigé par Cal Dalton et Ben Hardaway. Dans celui-ci, il passe de la forme d'un lapin blanc à celle d'un lapin gris portant des gants jaunes, à la bouille rose et la queue en forme de boule blanche mousseuse (c'est le second prototype). C'est l'occasion aussi pour lui, et pour la première fois, de chanter et de se travestir en femme afin de séduire son adversaire. Charlie Thorson, animateur principal de ce court-métrage, fut le premier à donner un nom à ce personnage. C'est lui qui inscrivit « Bugs' Bunny » sur la page-modèle des croquis de référence du lapin qu'il avait dessinée pour Hardaway, page qu'il considérait donc comme appartenant à Hardaway.
Dans du matériel promotionnel de ce court-métrage (dont un de 1939 qui a survécu), le nom sur la feuille des modèles de référence a été changé en celui propre au lapin : Bugs Bunny (au tout début : Bugs' Bunny), ceci en l'honneur de Ben (Bugs) Hardaway.
Dans Elmer, apprenti photographe (Elmer's Candid Camera) de Chuck Jones, le lapin rencontre Elmer Fudd pour la première fois. Il est plus grand et a une tête assez proche de celle du Bugs des années 2000, même si la voix diffère beaucoup. Dans Patient Porky (1940) de Robert Clampett, un lapin du même acabit fait croire au public que 750 lapins sont nés. Mais sa forme générale reprend celle du lapin blanc du cartoon Prest-O Change-O.
Durant ses dernières années, dans son autobiographie, Mel Blanc déclara qu'il avait été proposé de nommer le lapin Happy Rabbit (Joyeux Lapin), mais il n'y a aucune preuve que ce nom ait été utilisé. La seule « référence » est celle qui concerne Ben « Bugs » Hardaway lui-même dans le cartoon Hare-um Scare-um, où un journal titre : « Happy Hardaway ».

### Émergence de Bugs

Bugs Bunny et Elmer Fudd dans Un chasseur sachant chasser (carte publicitaire de 1940).

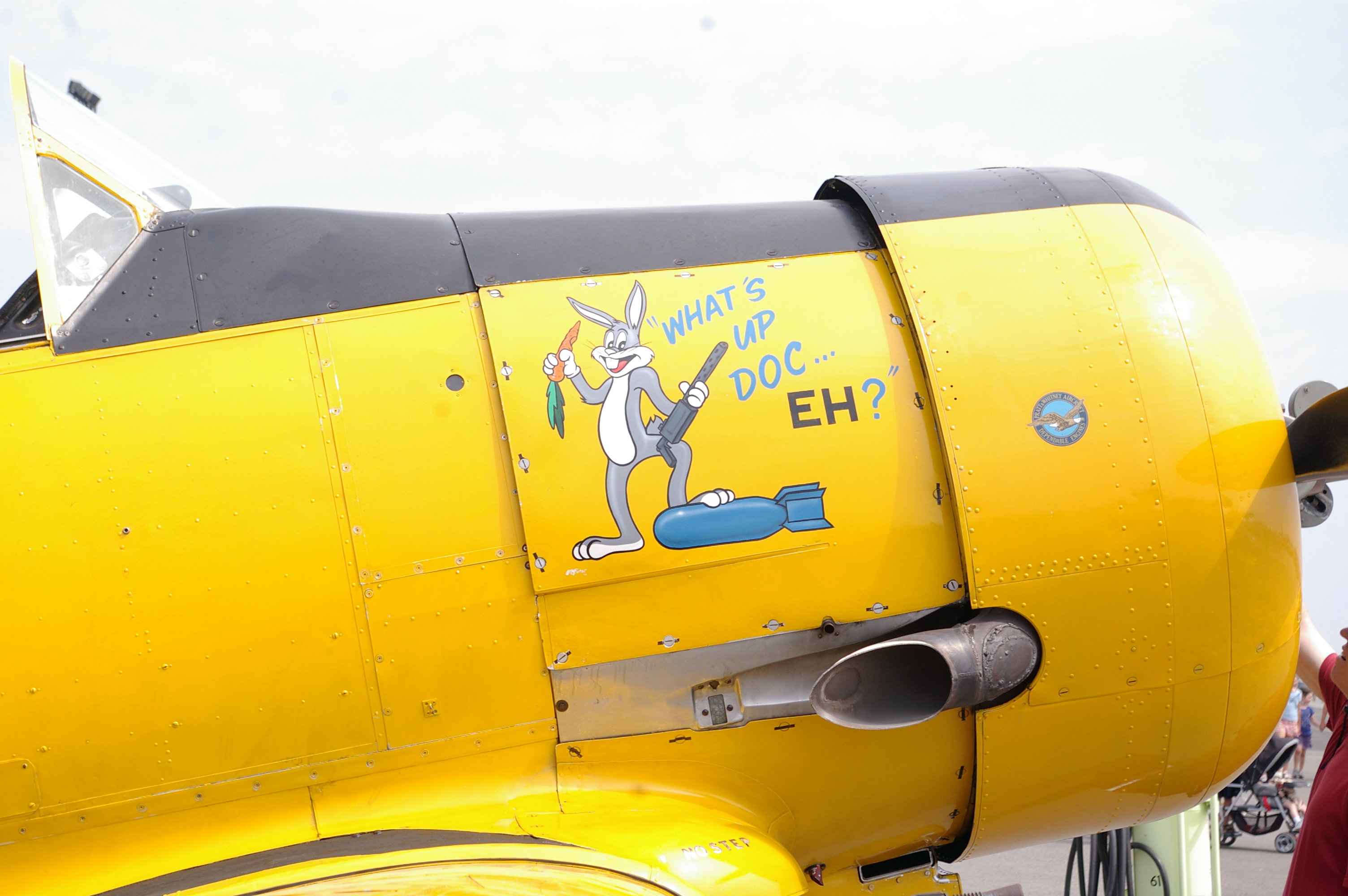
Bugs et sa célèbre réplique (en version originale anglaise), peinte sur le nez d'un avion.

Un chasseur sachant chasser (A Wild Hare), dessin animé dirigé par Tex Avery et sorti le 27 juillet 1940, est considéré comme le premier cartoon où à la fois Bugs et Elmer prennent leur apparence bien connue : Bugs Bunny avec sa fourrure grise et blanche, portant gants blancs, et Elmer Fudd plus petit et amaigri. C'est dans ce dessin animé que Bugs émerge la toute première fois de son trou de terrier et pose la fameuse question « Quoi d'neuf, docteur ? » à Elmer, qui, de photographe, est devenu chasseur. Joe Adamson, historien de l'animation, considère A Wild Hare comme le court métrage qui marque le début officiel de la série avec Bugs Bunny. C'est aussi dans ce dessin animé que Mel Blanc donne la voix caractéristique nasillarde au lapin (ou au lièvre), qui sera la référence par la suite. Tex Avery avoue que, pour la morphologie de Bugs, il s'est inspiré du lapin Max Hare, héros du cartoon Le Lièvre et la Tortue (The Hare and The Tortoise, 1935) des Silly Symphonies du concurrent Walt Disney.
Bugs apparaît ensuite la seconde fois dans Elmer's Pet Rabbit de Jones, cartoon qui scelle le nom définitif de « Bugs Bunny » aux yeux du public, nom qui jusqu'alors n'était utilisé que par les employés du studio « Termite Terrace ». Pourtant, le lièvre de ce dessin animé est identique en apparence et en voix à son prototype dans Elmer, apprenti photographe (Elmer's Candid Camera), dessin animé de Jones qui précède ces deux cartoons. Bugs est crédité aussi pour la première fois sous son nom, bien que la mention « avec Bugs Bunny » à l'image se retrouve ajoutée à la hâte à la fin du générique de début quand A Wild Hare a obtenu un succès inattendu. Bugs devient rapidement le chef de file des personnages des Looney Tunes du fait que son caractère posé et sa nonchalance irrévérencieuse lui fait gagner l'affection du public yankee tout au long de la Deuxième Guerre mondiale et après.
Bugs Bunny figurera cinq fois encore durant l'année 1941 :  La tortue bat le lièvre (Tortoise Beats Hare), dirigé par Tex Avery, dessin-animé dans lequel Cécile la tortue y fait ses débuts ; Hiawatha's Rabbit Hunt de Friz Freleng qui dirige pour la première fois un dessin animé avec Bugs ; All This and Rabbit Stew dirigé aussi par Tex Avery, qui met en scène un jeune noir chasseur (jugé très caricatural des stéréotypes de l'époque), antagoniste de Bugs ; Une vie de lapin (The Heckling Hare), dernier cartoon dirigé par Tex Avery avant qu'il ne soit licencié et parte pour la MGM ; enfin, Un coin paisible (Wabbit Twouble), le premier court métrage avec Bugs dirigé par Robert Clampett. Dans ce dernier cartoon, Elmer Fudd a un visage plus joufflu afin de ressembler davantage au comédien comique qui faisait sa voix : Arthur Q. Bryan. Mais cette modification n'a pas été reprise par la suite.

### Seconde Guerre mondiale

#### Évolution de la morphologie de Bugs

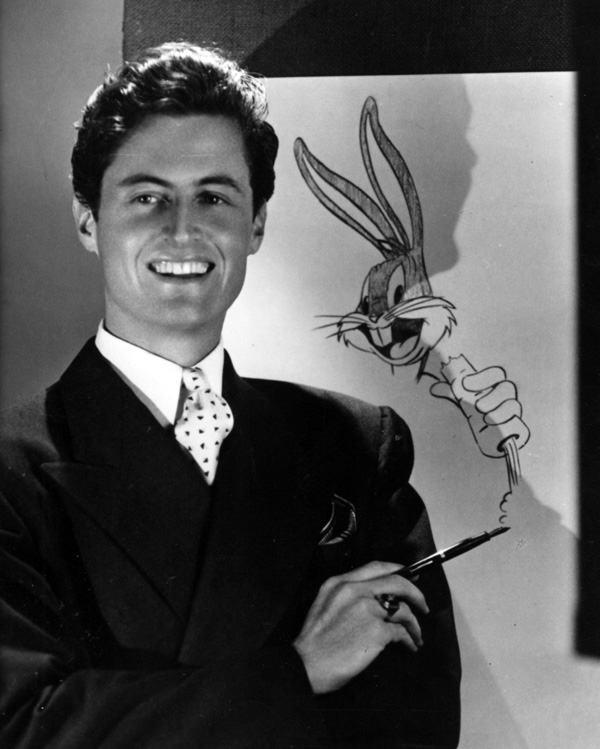
Clampett, vers 1940, avec le Bugs Bunny aux yeux en amande et une grande bouche.

En 1942, Bugs est devenu la vedette suprême de la série Merrie Melodies, série qui était à l'origine un format prévu pour des personnages créés à l'occasion dans des courts métrages. En effet, durant l'époque de la collaboration entre Harman et Ising (l'entreprise Harman-Ising), aucun personnage conçu jusqu'alors n'avait rencontré de succès durable, malgré de nombreuses tentatives. C'est en 1937, avec Schlesinger, qu'apparaissent de nouvelle créatures à plus longue durée de vie, comme dans les dessins animés de Bugs, tel celui dirigé par Fritz Freleng : The Wabbit Who Came to Supper et ceux dirigés par Robert Clampett : The Wacky Wabbit et Bébé Busard s'en va chasser (Bugs Bunny Gets the Boid). Dans ce dernier cartoon, apparaît ainsi un nouveau personnage récurrent : Beaky Buzzard). Bébé Busard s'en va chasser est aussi le dessin animé où la morphologie de Bugs est légèrement corrigée, avec des dents moins proéminentes et une tête plus ovale. L'homme qui l'a modifié est Robert McKimson, animateur travaillant sous les ordres de Robert Clampett. Cette légère re-création n'a existé dans un premier temps qu'avec les cartoons fabriqués par l'unité de production de Robert “Bob” Clampett, puis par la suite, a été validée aussi par les autres directeurs de production, Freleng et Frank Tashlin étant les premiers à l'adopter.
À la suite de sa promotion de directeur, McKimson crée encore une autre version de Bugs, avec cette fois des dents plus longues, les yeux en amande, et une très large bouche, que lui et l'animateur qu'il dirige (Arthur Davis) utiliseront jusqu'en 1949, avant de prendre la version qu'il avait dessiné pour Clampett. Jones amène ses propres petites modifications, et de la même manière, la voix de Bugs sera modifiée légèrement selon les unités de production.
Les autres cartoons de 1942 avec Bugs incluent Hold the Lion, Please de Chuck Jones, Fresh Hare de Freleng et La Traque hypnotique (The Hare-Brained Hypnotist) (où Elmer reprend sa taille précédente), et Case of the Missing Hare de Jones. Bugs fait une courte visite dans le dernier cartoon de Tex Avery à la Warner Bros : Crazy Cruise, et joue la vedette dans Any Bonds Today?, film promotionnel vantant les bons d'emprunts de guerre (les war bonds).

#### Influence de la guerre

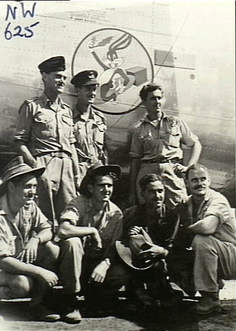
Aviateurs bombardiers du « 24 Squadron RAAF Liberator » en Australie partant attaquer les Japonais à Kendari sur l'île Célèbes lors de la Seconde Guerre mondiale. Bugs Bunny figure sur l'avion, un Consolidated B-24 Liberator.

Lors de la Seconde Guerre mondiale, Bugs Bunny symbolise l'effort de guerre de l'Amérique et le patriotisme américain en défendant farouchement son territoire et promouvant avec entrain les emprunts d'État comme dans le dessin animé Any Bonds Today? en 1942. Ceci, et aussi par son attitude décontractée, Bugs est devenu à cette période très populaire. Il acquiert, en 1943, le statut de véritable vedette avec son nom mis en avant dans le générique. De la même façon que d'autres grands studios comme Disney et Famous Studios l'ont fait, la Warners place Bugs en confrontation avec les véritables « méchants » de cette période troublée : Adolf Hitler, Benito Mussolini, et l'empire japonais contre lequel les États-Unis étaient en guerre. Le court métrage Bugs Bunny Nips the Nips montre Bugs en démêlés avec un groupe de soldats japonais. Ce dessin animé a été par la suite retiré de la distribution à cause de la caricature estimée (après coup) infamante des soldats japonais, et des stéréotypes raciaux de cette période.
Depuis ses débuts dans Un chasseur sachant chasser (A Wild Hare), Bugs est apparu seulement dans les dessins animés de la série des Merrie Melodies en couleurs, faisant de lui l'un des rares personnages récurrents créés pour cette série durant la période Leon Schlesinger avant la conversion à la couleur, avec Egghead, Inki, Sniffles et enfin Elmer Fudd (dont la voix était entendue mais qui restait invisible dans le cartoon Nutty News des Looney Tunes en 1942, et qui a fait sa première apparition dans cette série en 1943 dans Être ou ne pas être canardé (To Duck or Not to Duck)). Bugs ne fait qu'une brève incursion dans Porky Pig's Feat (avec Porky et Daffy en vedettes), et ce sera pour la seule fois dans un cartoon des Looney Tunes en noir et blanc ; il n'y fera carrière qu'une fois les Looney Tunes entièrement passés à la couleur en 1944. Buckaroo Bugs est le premier de Bugs dans la série des Looney Tunes (hormis donc sa courte apparition dans Porky Pig's Feat), et aussi le dernier de la Warner Bros à mentionner Leon Schlesinger au générique.
Parmi les plus remarquables cartoons « civils » de cette période, peuvent être inclus ceux de Bob Clampett : Tortoise Wins by a Hare (la série débutée par Tortoise Beats Hare de 1941), A Corny Concerto) (une parodie de Fantasia de Disney), Falling Hare, et What's Cookin' Doc? ; et aussi Super-Rabbit de Chuck Jones (parodie de Superman) ainsi que Little Red Riding Rabbit de Freleng. Le court métrage de Bugs Bugs Bunny and the Three Bears de 1944 présente les personnages des trois ours créés par Jones.
Dans Super-Rabbit, Bugs a revêtu l'uniforme des « Marines » américains. De fait, la marine américaine a promu Bugs au rang de « Marine Master Sergeant » honoraire.

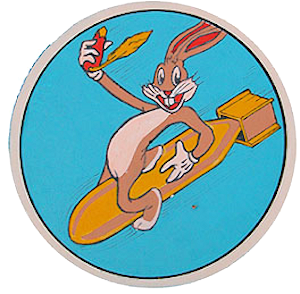
Emblème de la 530e escadrille de bombardiers

De 1943 à 1946, Bugs a été la mascotte officielle de l'armée de l'air de Kingman (Arizona), où des milliers de pilotes furent entraînés au tir durant la Seconde Guerre mondiale. Parmi ces tireurs, il y avait Clark Gable et Charles Bronson. Bugs a aussi servi de mascotte à l'escadrille 530 du 380e groupe de bombardiers, le cinquième bataillon de l'air (5th Air Force) de l'aviation américaine (US Air Force), qui était attachée à la Royal Australian Air Force (aviation australienne) et qui a opéré au large du Territoire du Nord de l'Australie, de 1943 à 1945, à l'aide des bombardiers lourds « B-24 Liberator ». Bugs a été aussi dès 1943 la mascotte de l'Escadrille 242 des bombardiers du corps des marines, ou VMTB-242 (changée en VMFA(AW)-242 par la suite) ; il est représenté chevauchant une bombe.
En 1944, Bugs Bunny fait une courte apparition dans Jasper Goes Hunting (en), un court métrage fabriqué par le studio rival, la Paramount Pictures. Dans cette scène (animée par Robert McKimson, avec Mel Blanc pour la voix), Bugs surgit hors d'un terrier, sortant sa phrase favorite (« Quoi d'neuf, docteur ? »), quand soudain il se rend compte de quelque chose de bizarre et dit « Je ne dois pas être dans le bon cartoon ». Et il repart aussi rapidement qu'il est venu dans le terrier. Il apparaît aussi fugitivement dans le dessin animé d'Arthur Davis : The Goofy Gophers (1947).
Bugs Bunny intervient dans le long métrage de 1949 : Il y a de l'amour dans l'air (My Dream Is Yours). Se mêlant aux personnages filmés, il danse avec Jack Carson et Doris Day déguisés en lièvre (ou lapin), sur la musique de la Rhapsodie hongroise nº 2 de Liszt (air préféré du directeur de l'animation Friz Freleng, musique déjà sujet principal de son cartoon Rhapsody Rabbit (1946)).
Dans la série de courts métrages pédagogiques de l'armée américaine Private Snafu, Bugs fait en 1944 une brève incursion dans le dessin animé Gas, où l'antihéros Snafu le découvre dans son sac de soldat. C'est l'occasion pour Bugs de lui faire entendre sa phrase fétiche (les seuls paroles qu'il dit dans le film). Le lapin remplace Porky Pig dans le générique de fin à l'occasion de deux dessins animés, Hare Tonic (1945) et Baseball Bugs (1946).

### Après-guerre
Dans les années 1950, une légère évolution du dessin du personnage est remarquée, visible dans Bewitched Bunny (cartoon de 1954). L'intérieur (rose) de ses oreilles a réduit et le bord supérieur forme une pointe à chaque extrémité des oreilles. Ses yeux ovales suivent la même transformation : ils présentent une déformation anguleuse dans la partie haute. Ses joues sont plus saillantes et son corps est plus ramassé par rapport à sa morphologie de 1940. Ces transformations rapprochent Bugs de sa forme canonique dans les années 2000.
Depuis, Bugs est apparu dans de nombreux cartoons de la série des Looney Tunes et Merrie Melodies. Il fait sa dernière apparition au cinéma en 1964 dans Le Club du lapin (False Hare), un court métrage d'animation réalisé par Friz Freleng, Robert McKimson, Arthur Davis et Chuck Jones ; par la suite, il fait de courtes apparitions dans des films comme Qui veut la peau de Roger Rabbit (Who Framed Roger Rabbit), en 1988, où une scène réunit pour la toute première fois Bugs et son rival de toujours au box-office, Mickey Mouse) ; Space Jam (1996), en compagnie du joueur de basket-ball Michael Jordan, et dans le film de 2003 intitulé Looney Tunes: Back in Action (en français : Les Looney Tunes passent à l'action).
Trois des cartoons de Chuck Jones : Rabbit Fire (1951), Conflit de canard (Rabbit Seasoning, 1952) et Duck! Rabbit, Duck! (1953) forment ce qui est officiellement considéré comme la trilogie de la « chasse au canard / chasse au lapin », et comme une partie du meilleur de la production.
1957 est l'année marquante où Quel opéra, docteur ? (What's Opera, Doc?), un des grands classiques de Jones, met en scène Bugs et Elmer parodiant l'opéra allemand de Richard Wagner L'Anneau du Nibelung (Der Ring des Nibelungen) ; ce dessin animé reconnu digne d'intérêt culturel par la bibliothèque du Congrès des États-Unis d'Amérique et sélectionné pour être inclus dans la collection des films à préserver par le National Film Registry. C'est le premier court métrage d'animation à recevoir cet honneur. La même année, Bugs joue avec Daffy Duck dans Daffy Duck superstar (Show Biz Bugs). Le film comporte une séquence finale jugée choquante, où Daffy, dans l'espoir de gagner les faveurs du public, termine son tour de magie en ingérant à la suite de l'essence, de la nitroglycérine, de la poudre à canon, de l'uranium 238 (sous forme d'un liquide vert), puis « mélange » le tout en sautant sur place et enfin se fait exploser, lui et son improbable mélange, en avalant une allumette enflammée. Cette séquence a été censurée en Amérique par certaines chaînes de télévision, et, en 1990, par Turner Network Television (chaîne diffusée sur le réseau par câble optique), par peur d'inciter les très jeunes téléspectateurs à reproduire la performance de Daffy.
En 1958 sort Les Peureux Chevaliers de la Table ronde (Knighty Knight Bugs), dans lequel un Bugs Bunny médiéval s'oppose à Yosemite Sam (Sam le pirate) et son dragon cracheur de feu (mais qui a malheureusement pris un coup de froid). Ce dessin animé remporte l'Oscar du meilleur court métrage d'animation lors de la 31e cérémonie des Oscars.

### Après l'époque des grands classiques

Aspect de Bugs à la fin des années 1990 sur un timbre albanais.

Après la sortie de False Hare le 18 juillet 1964, Bugs Bunny n'apparaît plus dans de nouveaux cartoons Looney Tunes jusqu'en 1969, que ces cartoons soient produits par Depatie-Freleng, Format Films (Format Productions) ou Filmation. Ce n'est qu'en 1976 qu'il est à nouveau animé dans le show télévisé Bugs and Daffy's Carnival of the Animals (en).
Cependant, sa célébrité ne se ternit pas durant ces années et les suivantes sur les ondes télévisées américaines, principalement grâce à la rediffusion de ses dessins animés et des publicités commerciales qui utilisent son image.
Vers l'automne 1960, le Bugs Bunny Show (The Bugs Bunny Show), débute sur la chaîne ABC. Il s'agit d'une émission de télévision qui rediffuse la plupart des courts-métrages cinéma post-1948 de la Warner, en y ajoutant de nouvelles séquences animées d'introduction et de transition. Le programme est diffusé en première partie de soirée. Au bout de trois saisons, il est déplacé au samedi matin. À partir de 1968, le Bugs Bunny Show change de chaîne de télévision. Même si le concept reste inchangé, il est mis à l'antenne sous différents titres et avec un nouvel habillage, en fonction de la chaîne qui le programme. Certaines fois sans aucune séquence de transition. En 1976, pour concurrencer le spectacle itinérant Disney on Parade, Warner Bros. organise les Bugs Bunny Follies présentant les personnages du show mais aussi Batman et Robin. La première a lieu le 18 février 1976 à Tarrytown.
Indépendamment du show, et sur le même principe, plusieurs épisodes spéciaux sont réalisés au cours des années 1970 et 1980, en général programmés pour les fêtes. Par exemple, How Bugs Bunny Won the West et The Bugs Bunny Mystery Special. Cependant, les épisodes Bugs Bunny's Busting Out All Over et Bugs Bunny's Christmas Tales ne contiennent pas d'extrait d'anciens succès, mais présente les premiers nouveaux cartoons de Bugs depuis 16 ans. Bugs Bunny's Busting Out All Over se compose de Portrait of the Artist as a Young Bunny racontant Bugs dans sa prime jeunesse qui contrecarre Elmer Fudd jeune, et se termine par le troisième court-métrage Spaced Out Bunny, où Bugs se fait enlever par Marvin le Martien afin de devenir le compagnon de jeu de Hugo, une sorte de yéti. Un nouveau cartoon de Bip Bip et Coyote complète la demi-heure du show. Il existe ainsi plusieurs compilations de dessins animés avec Bugs. Alors qu'est créé Bugs Bunny: Superstar, compilation produite indépendamment de la Warner Bros. et rassemblant des classiques appartenant (à l'époque) à United Artists, la Warner réunit à la fois The Bugs Bunny/Road Runner Movie, The Looney Looney Looney Bugs Bunny Movie, Daffy Duck's Fantastic Island, Les Mille et un contes de Bugs Bunny (Bugs Bunny's 3rd Movie: 1001 Rabbit Tales) et Daffy Duck's Quackbusters (SOS Daffy Duck).
Après la mort de Mel Blanc en 1989, Jeff Bergman, Joe Alaskey et Billy West deviennent à tour de rôle les nouveaux interprètes de la voix de Bugs Bunny et des autres voix des Looney Tunes.
Bugs Bunny est l'invité vedette dans des épisodes des séries de dessins animés des années 1990 : Les Tiny Toons (Tiny Toon Adventures) où il est le directeur de l'université de Acme (Acme Looniversity) et aussi le mentor de Babs Bunny et Buster Bunny, puis fait de courtes visites très espacées dans les séries dérivées Taz-Mania, Animaniacs et Histeria! (en).

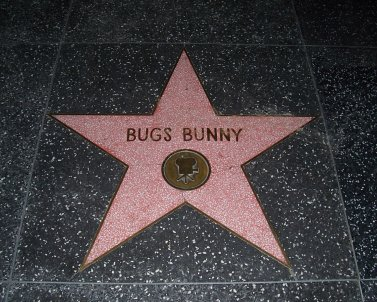
Bugs Bunny sur le Hollywood Walk of Fame à Los Angeles.

Bugs Bunny a été classé numéro 1 parmi les 50 meilleurs personnages de dessin animé dans un top 50 américain. À l'instar de Mickey Mouse pour The Walt Disney Company, Bugs Bunny a servi de mascotte pour Warner Bros. et ses différentes sociétés filles, notamment et dernièrement Warner Bros. Animation. Lui et Mickey sont les premiers personnages de cartoons à avoir leur propre étoile sur le Walk of Fame. Bugs est récompensé pour sa contribution à l'industrie du film de cinéma, au 7007 Hollywood Blvd.
En 1997, il est le premier toon représenté sur un timbre-poste des États-Unis,.

### Retour au cinéma
Bugs Bunny revient au cinéma d'abord en extra, à travers de courtes saynètes.
Ainsi, Bugs apparaît au début de Gremlins 2: The New Batch où il essaie de monter sur le logo d'ouverture de la Warner Bros., mais en est empêché par Daffy Duck.
Il fait d'autres apparitions plus marquées dans le film d'animation de 1988, Qui veut la peau de Roger Rabbit (Who Framed Roger Rabbit), qui mélange prises de vues réelles et animation, et où défilent toutes les vedettes de dessins animés d'époque, habitants de Toontown. Bugs y est montré comme l'un des habitants de cette ville des toons. Mais le film a été produit par Disney, qui a mis en scène Mickey Mouse, sa plus grande star. La Warner Bros ne voulait pas que la sienne, Bugs Bunny, ait une durée d'apparition plus courte que celle de Disney à l'écran. Aussi, les deux personnages se retrouvent toujours ensemble dans chaque scène où ils jouent, avec la même présence sur la pellicule. Ils se produisent ainsi tous les deux dans la séquence où ils tombent dans le ciel tandis que le héros Eddie Valiant (Bob Hoskins) se retrouve sans parachute. Bugs lui en offre un « de secours », qui est en fait un pneu de secours. Mickey et Bugs se retrouvent à la fin du film avec les autres personnages de dessins animés. Pour les mêmes raisons d'égalité de temps de présence (ici en termes de bande son), Bugs n'appelle jamais Mickey par son nom mais par « Doc », alors que Mickey l'appelle « Bugs ».
Bugs intervient dans Cartoon All-Stars to the Rescue, une émission de prévention contre l'usage de la drogue en 1990. C'est dans cette émission que Bugs et Daffy ont la voix d'une autre personne que celle de Mel Blanc (qui faisait alors systématiquement leur voix), en l'occurrence Jeff Bergman. Bugs apparaît aussi en 1991 dans un clip vidéo Yakety Yak, Take It Back (en) d'incitation à la récupération et au recyclage, réalisé en animation avec un personnage de yack et des vidéos de vedettes de la musique sur la chanson Yakety Yak du groupe The Coasters.
Bugs Bunny retrouve en 1990 toute sa dimension au grand écran avec le court-métrage Box-Office Bunny, premier cartoon réalisé à nouveau pour le cinéma depuis 1964. Ce dessin animé a été créé en l'honneur du cinquantième anniversaire de Bugs. Il est suivi en 1991 de (Blooper) Bunny, qui devient culte pour beaucoup de passionnés d'animation et de cartoons pour son humour déjanté et énervé (ce court-métrage n'a cependant été diffusé la première fois que 6 ans plus tard, et à la télévision américaine).
Enfin, en 1996, dans le film Space Jam, Bugs accède en covedette (avec Michael Jordan) dans un long métrage, en compagnie des personnages les plus représentatifs des Looney Tunes. Il récidive en 2003 dans le film Les Looney Tunes passent à l'action (Looney Tunes: Back in Action) avec encore les personnages des Looney Tunes sauf Lola Bunny.
Le 13 août 2010, Warner Bros. Pictures a annoncé que l'entreprise envisageait de réaliser un film combinant prises de vues réelles et images de synthèse avec les personnages des Looney Tunes, mais ce projet a été finalement oublié.
Cependant, une suite au film Space Jam, nommée Space Jam : Nouvelle ère (Space Jam 2), sort en 2021. Dans ce film, Bugs est en en covedette avec LeBron James (à la suite de Michael Jordan dans l'opus précédent), en compagnie des autres Looney Tunes et de sa petite amie Lola Bunny. Ce film montre un autre aspect de Bugs : ce dernier ne renie pas sa nature de personnage de cartoon et son monde d'origine ; il reste fidèle à lui-même, même s'il est triste d'avoir été séparé de ses semblables et surtout de Lola.

### Looney Tunes Show

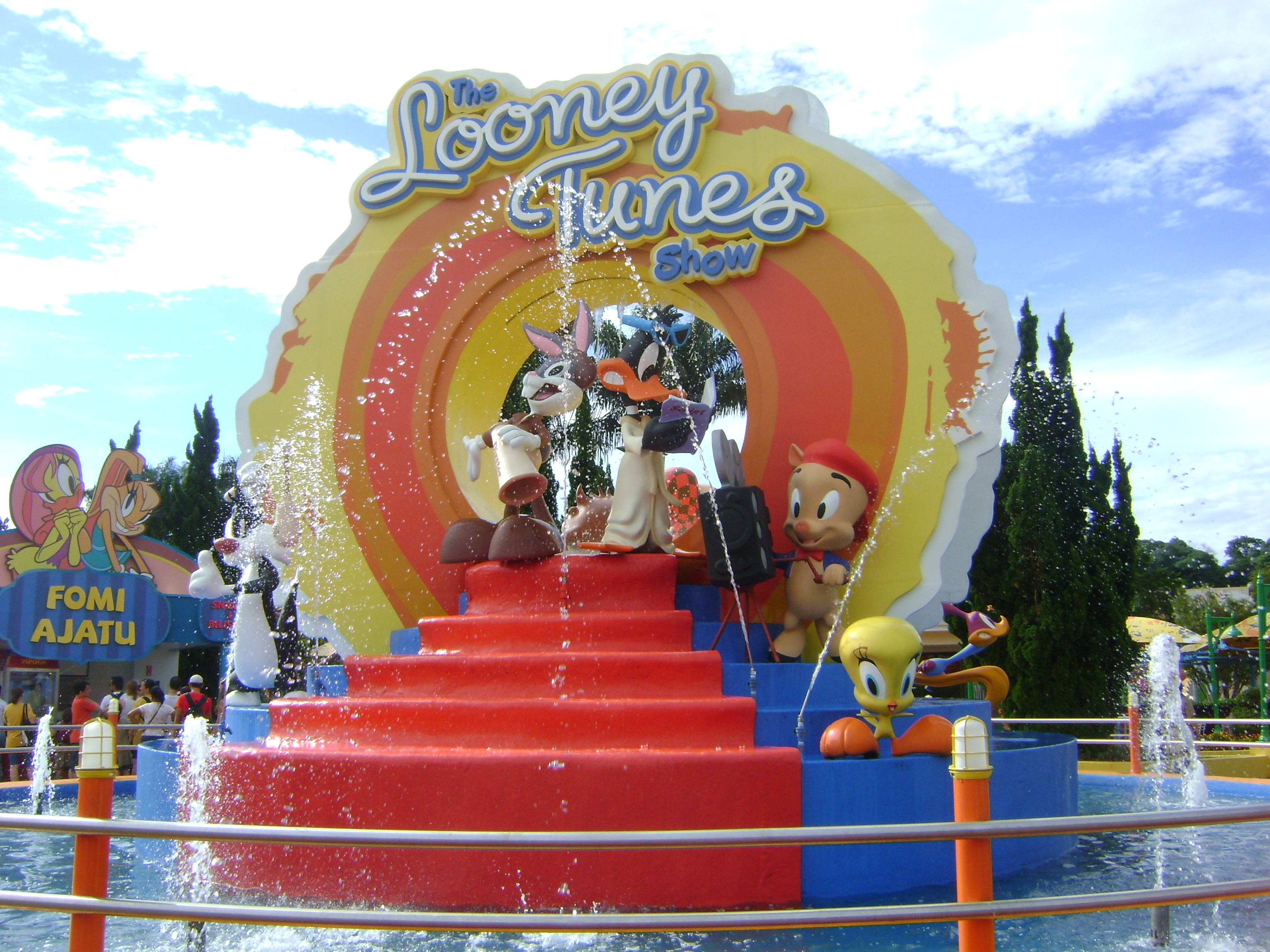
Nouvelle forme des personnages dans le Looney Tunes Show dont Bugs Bunny au milieu, visible ici au parc brésilien Hopi Hari.

La chaîne de télévision Cartoon Network programme dès le 3 mai 2011, aux États-Unis, une nouvelle série télévisée intitulée : Looney Tunes Show avec Bugs et plusieurs des personnages des Looney Tunes, qui reprend les caractéristiques originales de ceux-ci, mais avec une apparence rajeunie et « moderne ». Les personnages y chantent des chansons originales. Bugs et Daffy sont les deux vedettes principales, où Bugs se retrouve le plus souvent importuné et même excédé par les frasques de Daffy. Cependant, tous les deux sont amis et partagent la même maison. Jeff Bergman interprète leurs voix originales.
Cartoon Network a diffusé la première saison du Looney Tunes Show en 26 épisodes à partir de l'automne 2011. Elle a été diffusée intégralement du 3 mai 2011 au 7 février 2012.

### Bugs! Une production Looney Tunes
Warner Bros. Animation annonce en 2014 une nouvelle série télévisée : Bugs ! Une production Looney Tunes (titre originel : Wabbit: A Looney Tunes Production, puis après la première saison : New Looney Tunes) avec Bugs Bunny.
Les personnages utilisés sont toujours ceux des Looney Tunes originaux, auxquels s'ajoutent plusieurs nouveaux. L'aspect et le caractère de chaque personnage se rapprochent de ceux de la première période.
La série est diffusée aux États-Unis depuis le 21 septembre 2015 sur Cartoon Network, puis à partir du 5 octobre 2015 sur Boomerang. En France, la série a commencé sa diffusion le 2 janvier 2016.

## Interprètes de la voix de Bugs

### Interprètes originaux

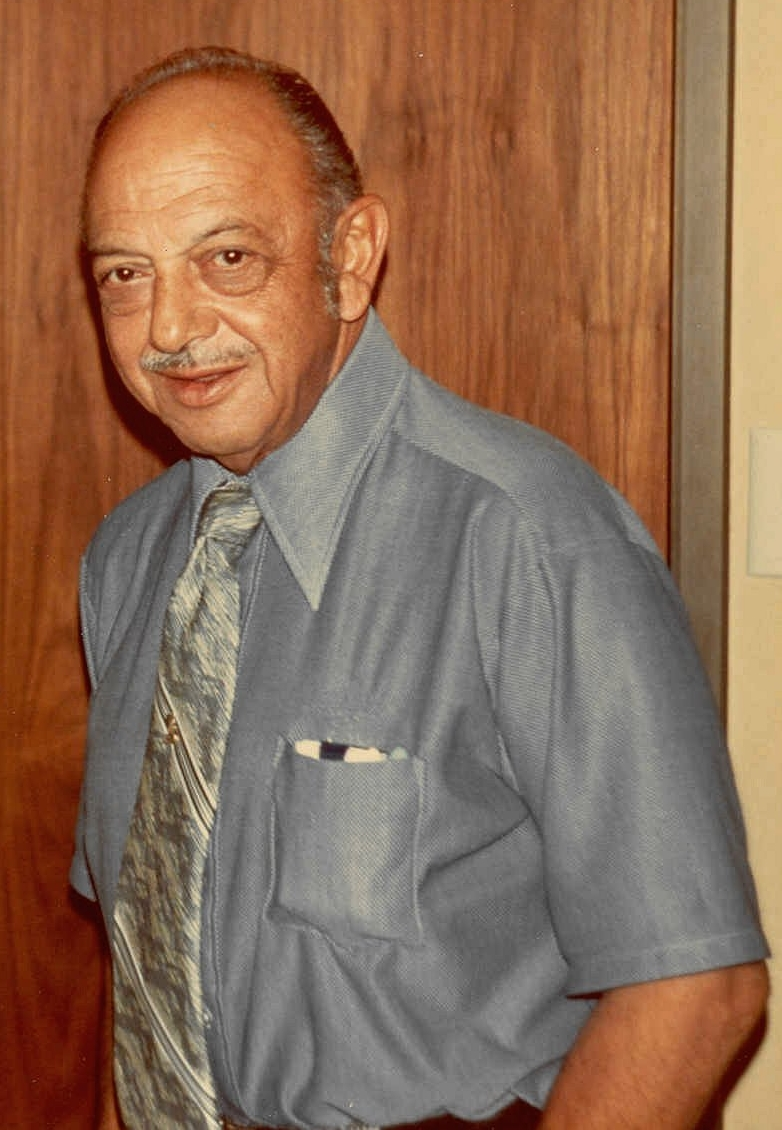
Mel Blanc, la voix originale de Bugs Bunny durant presque 50 ans en Amérique.

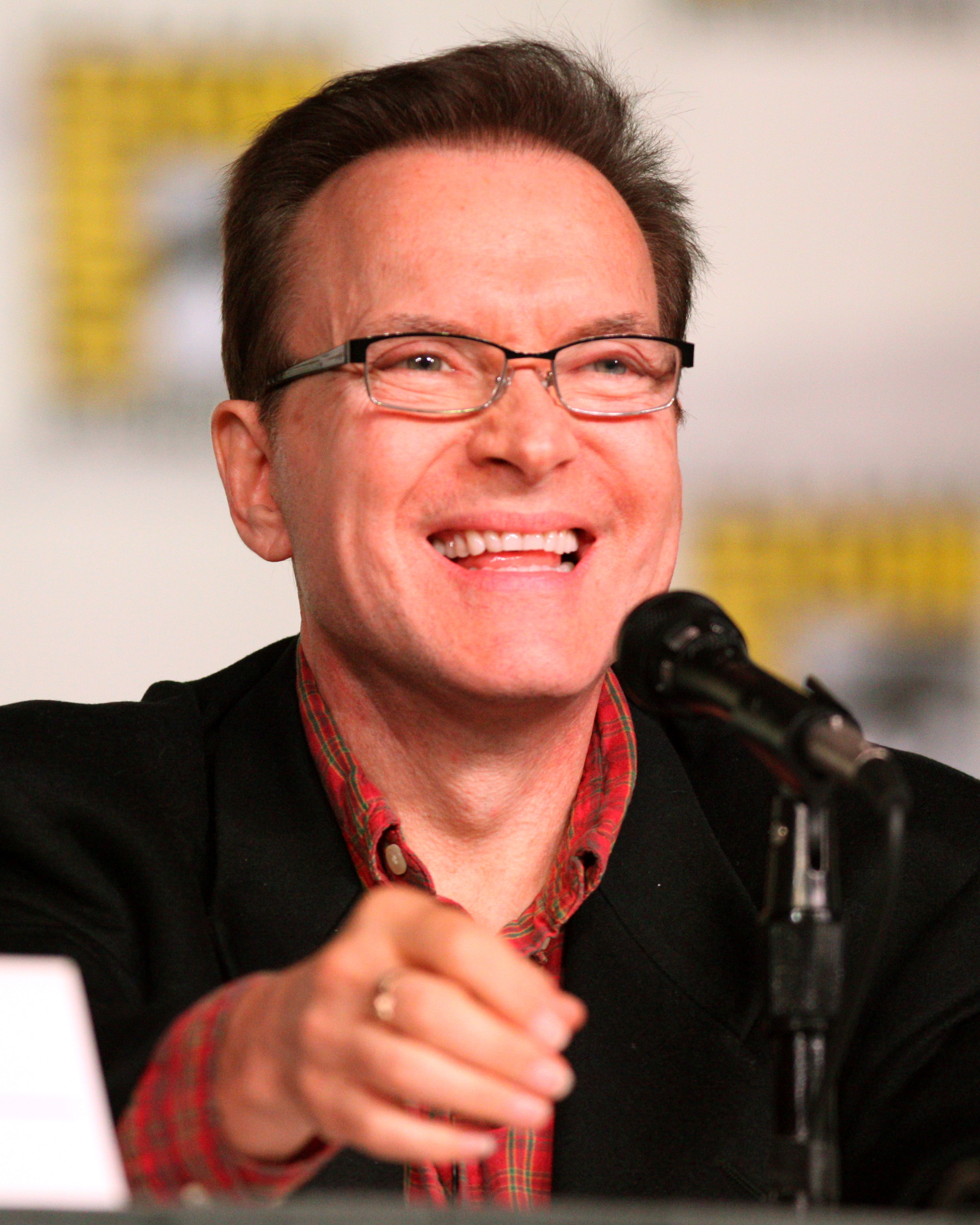
Billy West au Comic-Con de 2012 à San Diego.

Mel Blanc
Mel Blanc est celui qui prête sa voix au célèbre lapin (ou lièvre) en lui donnant son timbre définif.
Arrivé aux studios en 1936, Mel est remarqué par Treg Brown qui le présente aux directeurs de l'animation : Tex Avery, Bob Clampett, Friz Freleng, et Frank Tashlin. Ceux-ci l'engagent pour faire ou remplacer la plupart des voix de tous les personnages des cartoons, dont celles de Porky et Daffy (dans Porky's Duck Hunt). Tex Avery demande ainsi à Mel Blanc de donner à Bugs les caractéristiques de la voix nasillarde et aigüe de l'acteur Frank McHugh. Cet acteur, qui a joué sous contrat de la Warner avec la plupart des stars de Hollywood, est réputé avoir un accent new-yorkais teinté d'irlandais (qui sera perçu par la suite comme accent du Bronx et de Brooklyn). Après le premier cartoon où Bugs apparaît officiellement, Blanc essaye de donner à Bugs une tout autre voix dans le cartoon suivant Elmer's Pet Rabbit. Cette voix, plus grave, s'inspire de celle de l'acteur Jimmy Stewart. Mais les directeurs trouvent la voix précédente meilleure.
Lors des scènes où Bugs interrompt son dialogue en mâchant une carotte, Mel Blanc croque une vraie carotte. D'autres substituts ont été essayés, comme du céleri-branche, mais rien ne remplace le bruit d'une carotte croquée. Mel Blanc recrache généralement les morceaux avant de poursuivre le dialogue. Cela lui a valu une réputation durable de personne allergique aux carottes, jusqu'à ce que dans une interview en 1984 avec Tim Lawson, coauteur de The Magic Behind The Voices: A Who's Who of Cartoon Voice Actors, Mel Blanc dénie catégoriquement avoir une allergie aux carottes.
Mel Blanc sera la voix de Bugs Bunny toute sa vie durant, depuis les débuts officiels du lapin dans A Wild Hare (1940), jusqu'à sa mort d'interprète renommé en 1989.

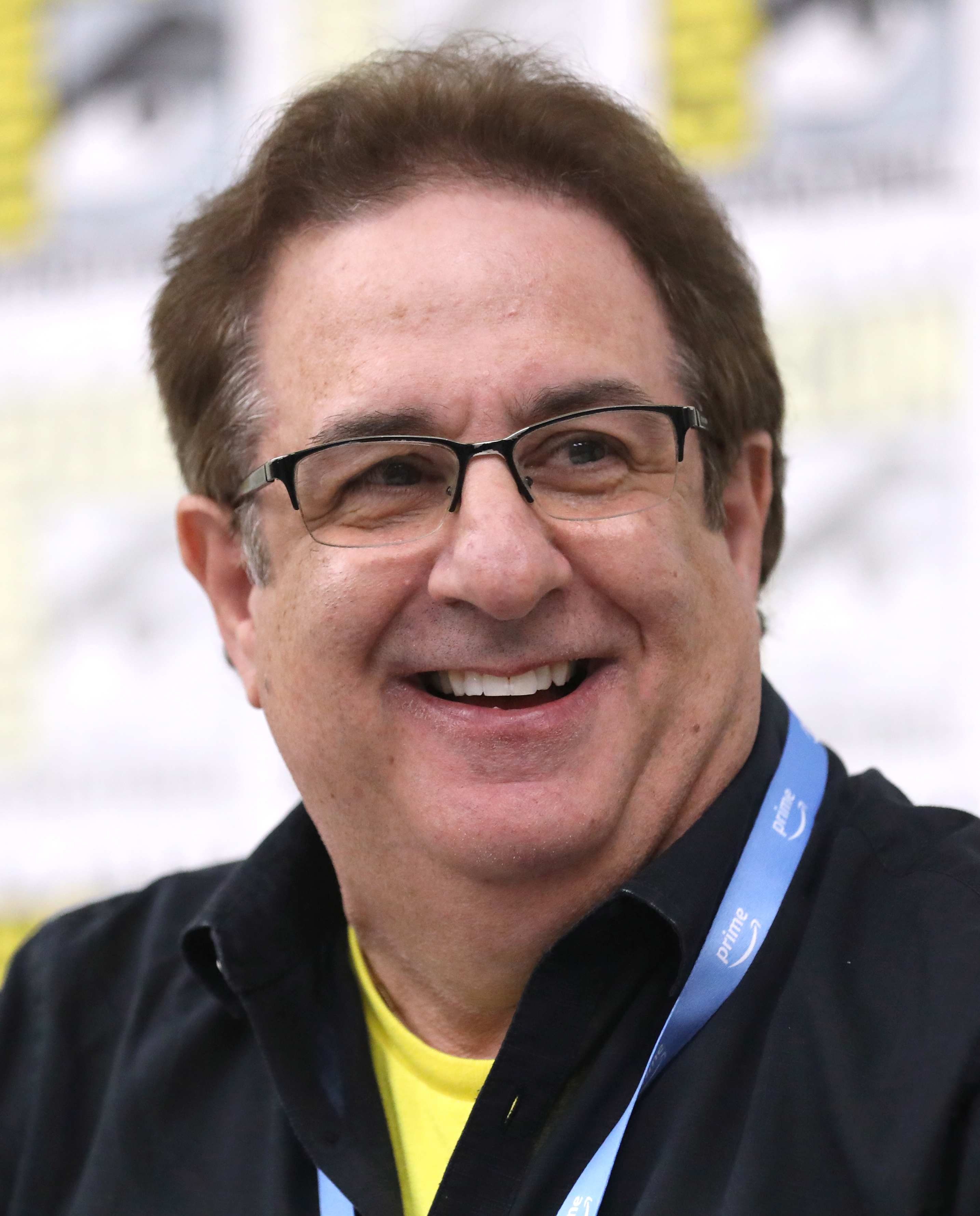
Jeff Bergman au Comic-Con de 2023 à San Diego.

Jeff Bergman
Jeff Bergman prend le premier la succession de Mel Blanc et fait les voix de plusieurs des personnages des Looney Tunes. Il convainc les producteurs de son talent grâce à un magnétophone arrangé de telle manière que sa voix enregistrée, qui joue plusieurs personnages (dont Bugs), soit synchrone avec la version jouée par Mel Blanc. Un commutateur permet de passer ainsi instantanément d'une version à l'autre. Selon les producteurs, il était presque impossible de faire la différence entre les deux versions. Bergman commence par faire la voix de Bugs lors des Oscars de 1990, dans la série télévisée Cartoon All-Stars to the Rescue et dans la première saison des Tiny Toons (Tiny Toon Adventures). Il joue aussi Bugs dans les nouveaux cartoons Box-Office Bunny, (Blooper) Bunny et Invasion of the Bunny Snatchers, ainsi que dans le film long métrage Les Vacances des Tiny Toons (Tiny Toon Adventures: How I Spent My Summer Vacation) sorti directement en vidéo. En 2011, Bergman revient prêter sa voix à la nouvelle mouture de Bugs Bunny dans la série de Cartoon Network : The Looney Tunes Show. Bergman joue alors les voix de Bugs, Sylvester et Yosemite Sam dans Space Jam : Nouvelle Ère (2021).
Greg Burson
Greg Burson reprend la voix de Bugs à la suite de Bergman dans les derniers épisodes des Tiny Toons. Les studios lui donnent par la suite le soin de jouer Bugs dans Carrotblanca (1995), un dessin animé de 8 minutes parodiant Casablanca et codiffusé au cinéma avec Au secours du petit panda (The Amazing Panda Adventure) aux États-Unis d'Amérique. Burson joue Bugs dans le cartoon From Hare to Eternity (1996), le dernier dessin animé réalisé par Chuck Jones et dédicacé spécialement à la mémoire de Friz Freleng, qui venait de mourir.
Burson fait encore la voix de Bugs dans la série Bugs and Daffy Show, diffusée sur Cartoon Network de 1996 à 2003. Greg Burson meurt en 2008.
Billy West
Billy West a fait carrière dans la télévision depuis 1980. Il prête d'abord sa voix avec succès dans les versions réactualisées des personnages de Beany Boy et Cecil, initialement créés par Bob Clampett. Il enchaîne avec les voix de Stimpy et Ren, personnages de la série Stimpy et Ren de John Kricfalusi. Billy West fait par la suite les voix de près de 120 personnages différents, dont des plus connus de l'animation à la télévision. West joue alors les voix de Bugs et Elmer dans Space Jam (1996). Il est la voix de Bugs dans les autres créations des Looney Tunes, notamment lors des apparitions de Bugs dans Histeria! (en), dans Kid vs. Kat dans Class Act, dans le dessin animé spécial de Noël 2006 : Bah, Humduck! A Looney Tunes Christmas, et dans les compilations DVD Reality Check et Stranger Than Fiction. Il est aussi la voix de Bugs dans les productions dérivées des Looney Tunes sur CD, cartoons et jeux vidéo.
Joe Alaskey
Joe Alaskey, comme Jeff Bergman, est renommé pour son succès à incarner et reproduire les voix de bien des personnages Looney Tunes. Alaskey joue Sam le pirate et Charlie le coq dans Qui veut la peau de Roger Rabbit (1988), à la place de Mel Blanc, qui avait du mal à forcer sa voix pour les reproduire. Ces deux personnages de fictions sont les rares que Mel a laissé jouer par quelqu'un d'autre de son vivant. Alaskey prête sa voix à Bugs Bunny dans Les Looney Tunes passent à l'action (2003), et peu avant dans d'autres dessins animés comme Titi et le Tour du monde en 80 chats. Alaskey est plus connu pour la voix de Daffy Duck, mais il est aussi la voix de Bugs dans plusieurs autres productions animées comme Daffy Duck président, cartoon dédié à la mémoire de Chuck Jones, et des productions récentes comme les jeux vidéo et des cartoons Looney Tunes (exemple : Hare and Loathing in Las Vegas).
Samuel Vincent
Samuel Vincent prête sa voix à Baby Bugs de 2002 à 2005 dans la série Baby Looney Tunes diffusée sur la chaîne télévisée Cartoon Network.
Noel Blanc
Noel Blanc, fils de Mel Blanc, a fait la voix de Bugs dans l'épisode spécial des Tiny Toons It's a Wonderful Tiny Toon Christmas Special (en). D'après Mel Blanc lui-même, son fils Noel l'a remplacé vocalement dans différents dessins animés, y compris pour la voix de Bugs aux studios de Warner Bros, alors que Mel se remettait d'un très grave accident de voiture. On peut voir Noel et Mel faire les répliques de Bugs dans le documentaire des coulisses de Qui veut la peau de Roger Rabbit (Who Framed Roger Rabbit).
Éric Bauza
Il prête sa voix à Bugs en 2019 puis depuis 2020 dans la nouvelle série des Looney Tunes, Looney Tunes Cartoons diffusée sur HBO Max.

### Voix françaises
Guy Piérauld
En français, Bugs Bunny a été doublé dès 1962 et pendant près de 40 ans par Guy Piérauld, avec une voix très typée mais différente de celle créée par Mel Blanc. Le rôle fut plus tard repris par Gérard Surugue, car Guy Piérauld était tombé malade et trop fatigué pour continuer. Même si cela a déplu à Guy Piérauld, tous les cartoons auxquels il a participé ont été redoublés avec la voix de Surugue à l’exception des Tiny Toons ainsi que du film Qui veut la peau de Roger Rabbit qui gardent le doublage de Piérauld.
Gérard Surugue
Gérard Surugue est le successeur de Guy Piérauld, il a été sélectionné parmi 150 candidats qui voulaient le rôle du lapin car la Warner trouve que sa voix est proche de Piérauld. Il a été réticent à l'idée de faire des essais pour le rôle de Bugs Bunny car il trouvait que Guy Piérauld était excellent, mais ce dernier étant tombé malade, il lui fallait un successeur. C'est à partir de Space Jam que Gérard Surugue a fait connaitre sa voix et il doubla tous les cartoons d'autrefois avec d'autres comédiens et les dessins animés modernes.
Marc Saez
Uniquement dans Baby Looney Tunes, Marc Saez double Bugs Bunny à l'état de bébé dans cette série car il fallait une voix qui fasse plus jeune pour cette version du lapin car Gérard Surugue n'a pas le timbre de voix qu'il faut pour un bébé contrairement à la version adulte qu'il fait régulièrement.

## Analyse du personnage

### Personnalité et accroche
« Certaines personnes me trouvent arrogant ou effronté, mais je suis seulement très assuré. Je suis nonchalant, imperturbable, contemplatif… Bien que je la joue décontracté, je peux aussi me mettre en colère. Et surtout, je suis un personnage très au courant. Par exemple, là, je suis au courant que j'évolue dans un dessin animé... Parfois, je mâchonne ma carotte pour la même raison qu'un comique de scène le fait avec son cigare : ça m'évite de me précipiter bêtement d'un gag à l'autre. De temps à autre, je n'agis pas, je réagis. Et je prends toujours la lutte avec mes persécuteurs comme un jeu amusant. Si jamais ça semble tourner au vinaigre pour moi, ou que j'ai l'air d'être en grave danger et que je crie, ne prenez pas ça très au sérieux — ce n'est qu'une grosse galéjade. C'est clair, Doc, j'ai lu le script et je sais déjà comment ça va finir. »

— Bugs Bunny, par Bob Clampett, écrit à la première personne.
Bugs Bunny, contrairement à ce qui est attendu d'un lièvre ou d'un lapin pourchassé, fait effrontément et calmement face à ses ennemis. Et c'est généralement eux qui poussent Bugs à les ridiculiser. Sous ses airs de lapin victime se cache un véritable cerveau qui invente des farces toutes aussi farfelues que les autres : il s'est rendu célèbre par le coup du miroir (l'antagoniste mime toutes les grimaces de Bugs et continue même lorsque Bugs s'arrête), le coup du tronc (Bugs s'efforce à faire basculer un tronc creux vers un précipice) et sa farce la plus célèbre reste le coup des contraires : dans une joute verbale, il réplique à ce que dit l'antagoniste puis au bout d'un moment il reprend la réplique de son adversaire, si bien qu'entraîné par l'esprit d'opposition systématique, l'antagoniste exprime finalement le choix de Bugs. Bugs est aussi un maître du déguisement : il utilise de nombreux costumes pour brouiller ses ennemis et parmi ces costumes, Bugs se travestit en femme et piège ainsi les nombreux chasseurs, pirates, bandits. Un de ses costumes le conduira pratiquement au mariage avec Sam le pirate dans Hare Trimmed où il se déguise en Mémé. Mais malgré ces qualités qui en font le leader des personnages des Looney Toons, Bugs se montre à l'occasion avare, coléreux, gourmand, débauché, orgueilleux, paresseux, en particulier envers Cecil la tortue (Cecil Tortoise) lorsqu'ils font la course. Bugs est apparu à toutes les époques : XXe siècle, futur, far-west, Moyen Âge et s'est retrouvé généralement face à son second ennemi préféré : Sam le pirate.
Bugs est généralement dans le show-business contre Daffy Duck : de nombreux cartoons racontent comment Daffy essaie de devenir riche et célèbre tout en ridiculisant le lièvre. Mais l'égocentrisme de Daffy le pousse parfois à commettre de grosses gaffes et généralement il se fait posséder par les ennemis qui préfèrent le martyriser, lui, plutôt que le lièvre malin. En tant que principal et professeur de l'Acme Looniversity dans les Tiny Toons, Bugs se montre responsable envers ses élèves notamment envers Buster Bunny son protégé qui est une sorte de version enfantine de lui-même, afin qu'ils deviennent des personnages de dessin animé dignes des Looney Tunes. Il lui arrive de s'énerver, surtout envers Buster, quand il fait des bêtises et que c'est Bugs qui en est la victime. Dans Space Jam : Nouvelle Ère, Bugs est le seul qui soit rester dans le monde des Looney Tunes, car c'est uniquement là qu'il est Bugs Bunny même si ses amis lui manquent terriblement.
En résumé, Bugs Bunny est un leader, un maître du déguisement, et les autres toons qui osent se frotter à lui le regrettent bien souvent après s'être fait rosser.

« “Quoi de neuf, docteur ?” est une phrase toute bête. Elle est seulement drôle parce qu'elle surgit dans une certaine situation. C'est une réplique caractéristique de Bugs Bunny mais elle n'a rien d'hilarante en elle-même. Imaginez en effet que vous rentrez à la maison tard dans la nuit après le travail, vous marchez jusqu'au portail dans la cour, vous le franchissez et juste par la porte entrouverte, vous apercevez un gars qui tire des coups de feu dans votre salon. Que faites-vous alors ? Vous courez, si vous avez un peu de bon sens, et au minimum vous appelez les flics. Mais qu'en est-il si vous vous approchez, tapotez l'épaule du type, regardez par-dessus et déclarez : « Quoi de neuf docteur ? » tout en semblant intéressé par ce qu'il fait. C'est ridicule. Ce n'est pas ce que vous auriez dit à un tel moment. C'est pour ça que c'est drôle, je pense. Autrement dit, c'est une question pleinement sensée mais introduite dans un contexte complètement illogique. »

— Chuck Jones, à propos de la fameuse réplique « Quoi de neuf, docteur ? »

### Popularité
En 2003, le magazine TV Guide établit une liste des 50 plus grands personnages de cartoon de tous les temps pour le cinquantième anniversaire du magazine. Bugs Bunny obtient la première place,.
En outre, sur la chaîne de télévision Animal Planet, l'émission de 2004 qui liste les 50 meilleurs films avec des animaux désigne Bugs à la troisième place, après Mickey Mouse et Toto (le chien dans Le Magicien d'Oz). En 2005, Channel 4 place les séries avec Bugs Bunny à la dixième place dans le classement des cent plus grands dessins animés, après Les Simpson, Tom et Jerry, South Park, Toy Story, Les Griffin, Shrek, Le Roi lion, Le Voyage de Chihiro et Les Indestructibles.
Lors d'une interview pour Inside the Actors Studio, l'humoriste Dave Chappelle le cite comme l'une de ses premières influences, louant au passage son interprète Mel Blanc.

#### Bugs Bunny et les parcs à thèmes

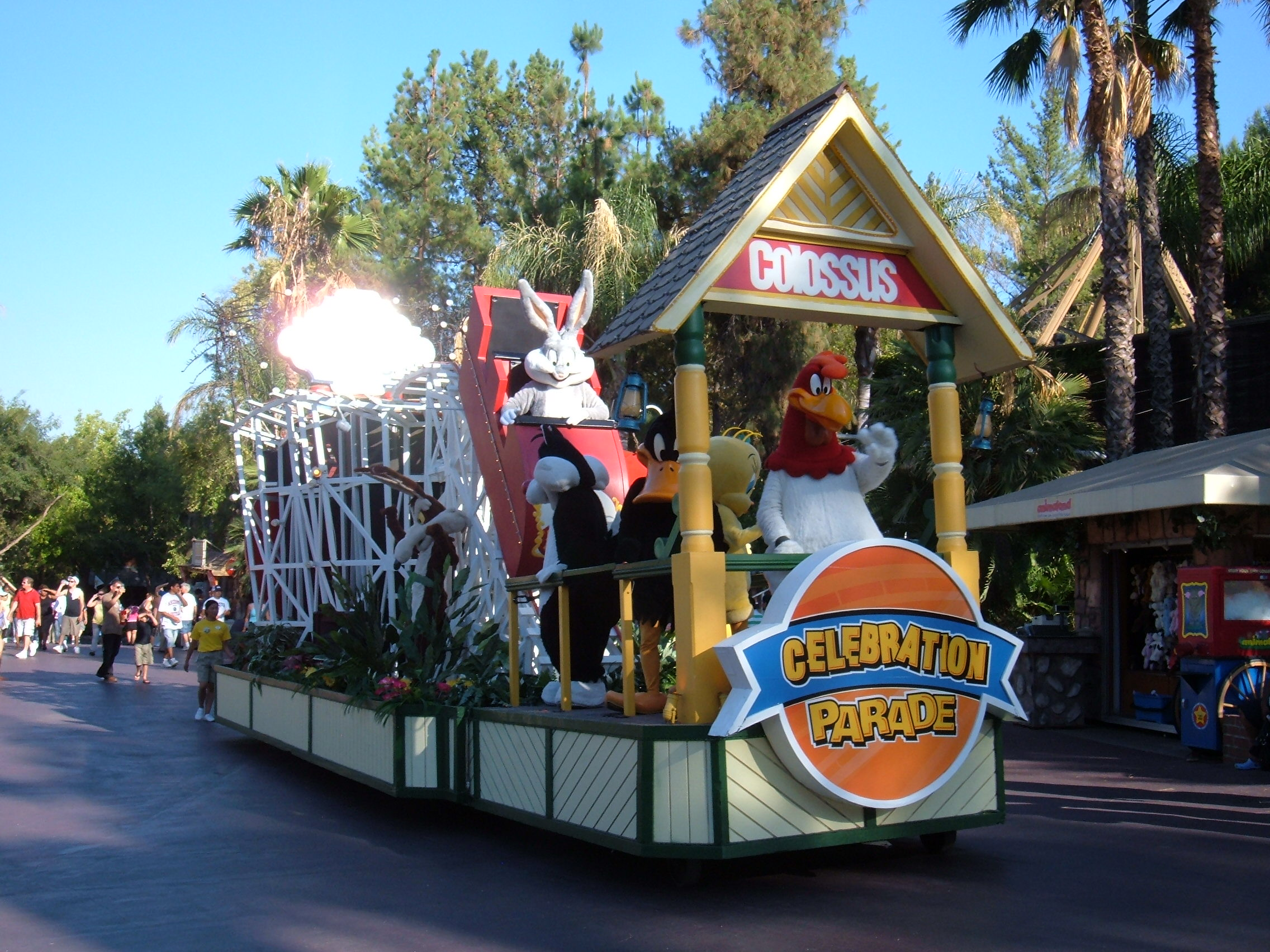
Déguisement de Bugs Bunny tel qu'il apparaît dans le parc Six Flags Magic Mountain, avec ceux d'autres personnages des Looney Tunes.

Selon Time Warner, Bugs Bunny est devenu la mascotte officielle pour les parcs d'attractions à thèmes Six Flags, dès leur quarante-cinquième anniversaire.
Time Warner accorde une licence d'exploitation à quatre parcs à thèmes Warner Bros ailleurs dans le monde, qui sont de 2001 à 2004 : Six Flags Belgium, et en 2013 : Warner Bros. Movie World en Australie, Movie Park Germany en Allemagne et Parque Warner Madrid en Espagne.
Les personnages des Looney Tunes, Bugs Bunny en tête, sont les vedettes d'une région de ces parcs d'attractions. Revendu en 2005, le parc Movie Park Germany perd sa licence des personnages Looney Tunes.

### Lapin ou lièvre?
Il est difficile de trancher sur la nature même de Bugs Bunny, à savoir si celui-ci est en réalité un lapin ou un lièvre.
Son apparence physique, en particulier ses très longues oreilles, l'assimile plus au lièvre alors que son habitat est celui du lapin. En effet, seul le lapin vit dans un terrier tandis que le lièvre s'aménage un gîte dans la végétation. Par ailleurs, les titres des cartoons entretiennent le doute : les mots hare (lièvre) et rabbit (lapin) y sont employés indistinctement.

### «That's all Folks!»

« That's all Folks! », soit : « C'est fini les amis ! ».

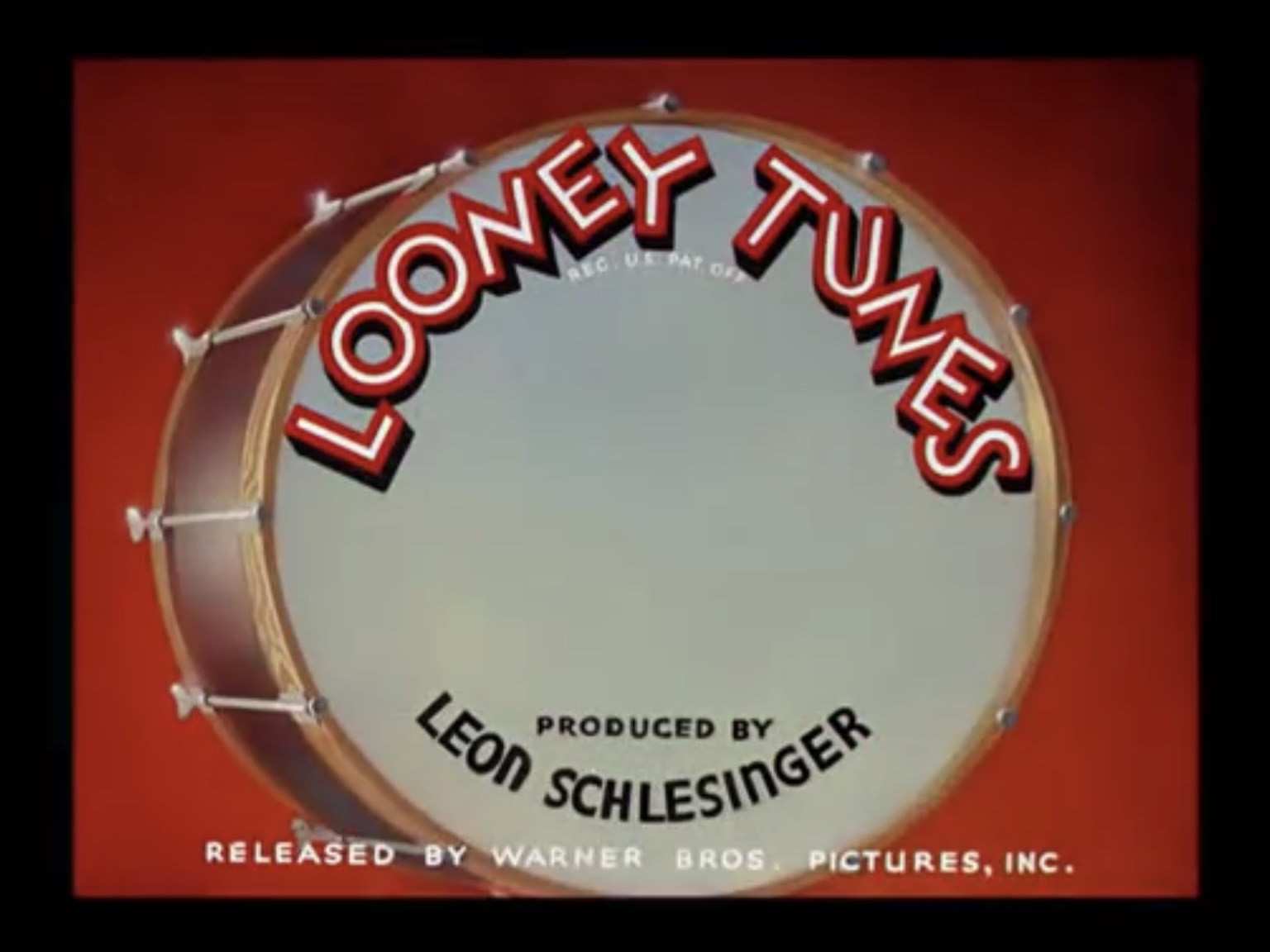
Tambour où apparaît traditionnellement Porky Pig, mais parfois aussi Bugs Bunny.

Bien qu'habituellement ce soit Porky Pig qui conclut la fin des dessins animés de la Warner Bros avec son bégaiement, « Dee a-ba-dee a-ba-dee that's all, folks! », Bugs apparaît de temps en temps à travers un tambour comme Porky, mais mâchant une carotte et disant avec son accent du Bronx-Brooklyn : « And dat's de end! » (c'est-à-dire « And that's the end! »).

## Médias

### Filmographie
Bugs Bunny fait sa première apparition officielle dans le cartoon A Wild Hare de 1940, au cinéma. Il apparaît jusqu'en 1964 dans les séries Merrie Melodies et Looney Tunes. Après cette période dite « classique », il est exploité à la télévision dans des séries de rediffusion. Il est aussi l'un des héros principaux dans les longs métrages : Space Jam (1996) et Les Looney Tunes passent à l'action (2003). Dès 1990, des séries télévisées dérivées reprennent le personnage de Bugs Bunny sous une forme différente : Les Tiny Toons (1990), Taz-Mania (1991), Animaniacs (1993), Baby Looney Tunes (2002), Les Loonatics (2005), Looney Tunes Show (2011).

### Séries télévisées
- 2002-2005 : Baby Looney Tunes, diffusée en France sur France 3, et en 2009 sur Boomerang France, puis sur Boing France
- 2005-2007 : Les Loonatics, diffusée en France sur France 3 en avril 2008, et en 2009 sur Cartoon Network
- 2011-2014 : Looney Tunes Show, diffusée en France en 2012 sur Boomerang France
- 2015-2018 : Bugs ! Une production Looney Tunes, diffusée en France en 2016 sur Boomerang France

### Bandes dessinées
En matière de bandes dessinées, le personnage de Bugs Bunny n'atteint pas un succès équivalent à celui acquis sur le grand écran. Bugs Bunny a bien été présent à la fois dans certains journaux et recueils de BD entre les années 1940 et 1970, cependant aucun d'entre eux n'arrive à reproduire fidèlement sa verve.
Bugs est mis en vedette en 1941 par Dell Comics dans le nouveau périodique de bande dessinée (ou comic book) Looney Tunes and Merrie Melodies, avec en adaptateurs du lapin à la BD, Lloyd Turner au scénario et Win Smith aux dessins. Dès 1942, Chase Craig adapte Bugs en bande dessinée dans les journaux (en comic strip) pour Newspaper Enterprise Association, sous la supervision de Carl Buettner (de 1944 à 1947) puis de Al Stofel. Ralph Heimdhal est l'un des principaux dessinateurs. L'édition s'arrête en 1993.
Au lendemain de la Seconde Guerre mondiale, alors que la BD américaine continue à se répandre sur le continent européen, Bugs Bunny fait une intrusion durant une année (de 1950 à 1951) dans le Journal de Spirou, qui recherche alors de nouveaux héros à créer ou à promouvoir.
Ainsi, nul écrivain ou dessinateur notable ne peut légitimement se targuer d'avoir son nom associé définitivement à Bugs Bunny.
Ce n'est que récemment qu'il apparaît à nouveau en personnage de BD : régulièrement dans le recueil mensuel de BD Looney Tunes Comic, Bugs Bunny Comic, et à l'occasion dans des mini-séries à sa gloire ou dans des hors-séries. En 2000, DC Comics crée ainsi une mini-série de 4 numéros intitulée Superman & Bugs Bunny, où Bugs est en co-vedette avec Superman.

### Jeux vidéo

Statue évoquant Bugs Bunny, à la papillonneraie Butterfly Park Bengladesh, à Chittagong, Bangladesh.

Plusieurs jeux vidéo incluent Bugs Bunny. Ces jeux vidéo comprennent Bugs Bunny in Double Trouble, un jeu vidéo de plate-forme commercialisé en 1996 sur Mega Drive et Game Gear, édité par Sega ; Bugs Bunny: Rabbit Rampage, un jeu vidéo de plate-forme pour Super Nintendo commercialisé en 1994 par Sunsoft.
Infogrames a commercialisé deux jeux vidéo sur PlayStation et Microsoft Windows mettant en scène les personnages de dessin animé les plus populaires de la Warner, avec Bugs en vedette incluant Bugs Bunny : Voyage à Travers le Temps (Bugs Bunny : Lost In Time dans sa version américaine), commercialisé en 1999, et Bugs Bunny et Taz : La Spirale du temps (en anglais Bugs Bunny and Taz : Time Busters), commercialisé en 2000. La Warner Bros. a aussi créé le jeu vidéo Looney Tunes : Acme Arsenal, sorti sur Wii, PlayStation 2 et Xbox 360 avec tous les personnages des Looney Tunes.
Il est également jouable dans MultiVersus.

### Musique
Bugs Bunny et les autres personnages des Looney Tunes ont inspiré un spectacle musical original en deux actes, créé par George Daugherty : pendant que les plus fameux dessins animés de la série sont retransmis sur un écran géant, un grand orchestre symphonique présent dans la salle joue les musiques classiques utilisées dans ces dessins animés, musiques dont les premiers interprètes sont Carl Stalling et Milt Franklyn. La direction de l'animation est assurée par Chuck Jones, Friz Freleng, Robert McKimson et Robert Clampett. Bugs est présenté comme le chef d'orchestre virtuel du concert.
Le tout premier concert a lieu en 1990 au Civic Theatre, à San Diego (Californie). Il est reconduit du 4 au 23 octobre de la même année au théâtre George Gershwin Theater de Broadway à New York. Le spectacle s'appelle alors Bugs Bunny on Broadway (en).
Arthur Q. Bryan et Mel Blanc interprètent les voix des personnages et l'orchestre s'appelle The Warner Brothers Symphony Orchestra. Fort du succès, le spectacle prend de l'ampleur : il est fait appel à la plupart des orchestres de renom aux États-Unis et au Canada ; le concert devient une tournée internationale en Europe et partout dans le monde jusqu'à Sydney en Australie (1996), et ce jusqu'en 2010.
À partir de 2010 et jusqu'en 2012, le spectacle se recentre sur une série de concerts en Amérique, avant de recommencer une tournée internationale. Ce spectacle est remanié par Daugherty et David Ka Lik Wong, il devient Bugs Bunny at the Symphony. Il est d'abord joué au Hollywood Bowl à Los Angeles avec l'ensemble du Los Angeles Philharmonic puis joué sur la côte Est du pays. La tournée internationale s'est produite jusqu'en Malaisie et à Taïwan en 2011. En tout, deux millions de spectateurs dans le monde ont vu le spectacle depuis 1990.

### Arts
Hyungkoo Lee est un artiste sud-coréen qui s'est amusé à imaginer les squelettes de plusieurs vedettes de dessin animé (issues de The Walt Disney Company ou de la Warner Bros), et notamment celui de Bugs. Son squelette apparaît sous la forme de dessins et de sculptures dans l'exposition Animatus d'abord présentée en 2006 à la galerie Arario de Cheonan en Corée, puis en 2008 au musée d’histoire naturelle de Bâle, en Suisse.

### Timbres

Timbres albanais représentant Bugs Bunny.

Bugs Bunny est le premier toon représenté sur un timbre-poste de 32 cents des États-Unis, en 1997, timbre vendu à l'unité ou en carnet de 10 (Daffy Duck ne l'est qu'en 1999).
En France, Bugs apparaît le 2 mars 2009 en même temps que d'autres stars des Looney Tunes : Daffy Duck (en compagnie de Bugs), Bip Bip et Vil Coyote, Titi et Sylvestre, sur timbres à tarif de lettre prioritaire à 20 g. La même année, Bugs est aussi présent sur un quatrième timbre d'un euro, où il se trouve au centre d'une partie de tir à la corde entre les stars des Looney Tunes.

### Produits dérivés
Les produits dérivés sont assez rares. Ce sont principalement des collectors. Il est cependant possible de trouver un certain nombre de vêtements avec Bugs Bunny. Il s'agit bien souvent de vêtements pour homme, femme ou enfant (Warner Bros. n'autorise pas ce personnage sur les vêtements pour bébé) à personnaliser sur des sites Internet tels que Zazzle aux États-Unis d'Amérique ou Divao en France.

## Distinctions

### Récompenses
- Oscars 1959 : Meilleur court-métrage d'animation pour Knighty Knight Bugs

### Nominations
- Oscars 1941 : Meilleur court-métrage d'animation pour A Wild Hare
- Oscars 1942 : Meilleur court-métrage d'animation pour Hiawatha's Rabbit Hunt

En 1947, le cartoon Rhapsody Rabbit (1946) a été dans un premier temps sélectionné avec celui de la MGM, Tom et Jerry au piano (titre original : The Cat Concerto (1946), cartoon avec Tom et Jerry). Mais comme ces cartoons semblaient être un plagiat l'un de l'autre (même histoire, gags pratiquement identiques, même musique), le jury n'a sélectionné que le dernier, qui a remporté ensuite la victoire.